# Bézouotte
Bézouotte est une commune française située dans le département de la Côte-d'Or, en région Bourgogne-Franche-Comté.

## Géographie

### Localisation
Bézouotte est un village rural jouxtant par le sud-est  Mirebeau-sur-Bèze et situé à 22 km à vol d'oiseau à l'est de Dijon, 53 km au sud de Langres, 21 km au sud-ouest de Gray et 34 km au nord-ouest de Dole.
La commune se trouve dans l'aire d'attraction de Dijon et dans sa zone d'emploi, ainsi que dans le bassin de vie de Mirebeau-sur-Bèze.

### Communes limitrophes
Les communes limitrophes sont Mirebeau-sur-Bèze, Charmes et Cuiserey.

### Géologie et relief
La superficie de la commune est de 1,10 km2 ; son altitude varie de 193  à   226 mètres.

### Hydrographie

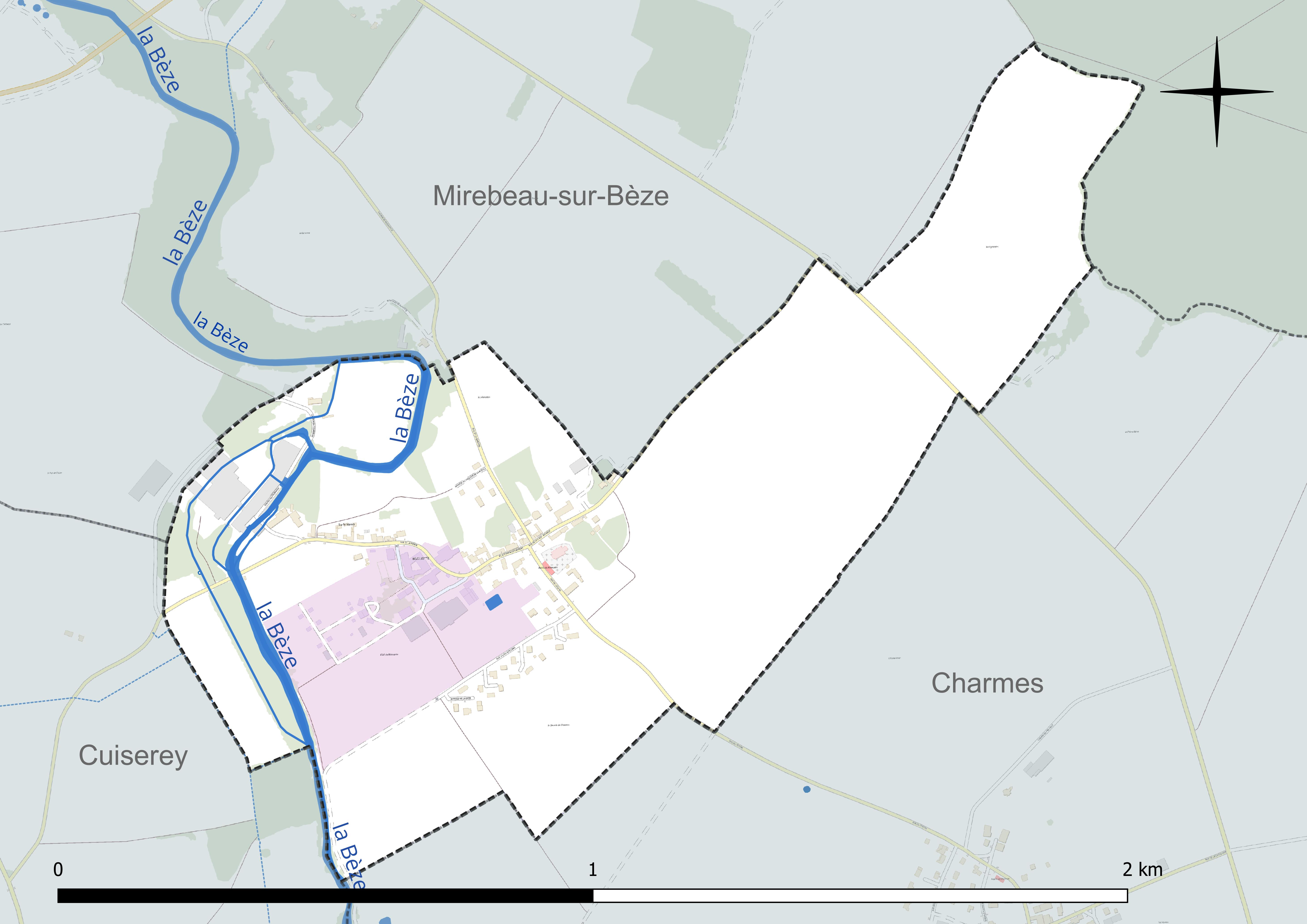
Carte hydrographique de la commune.

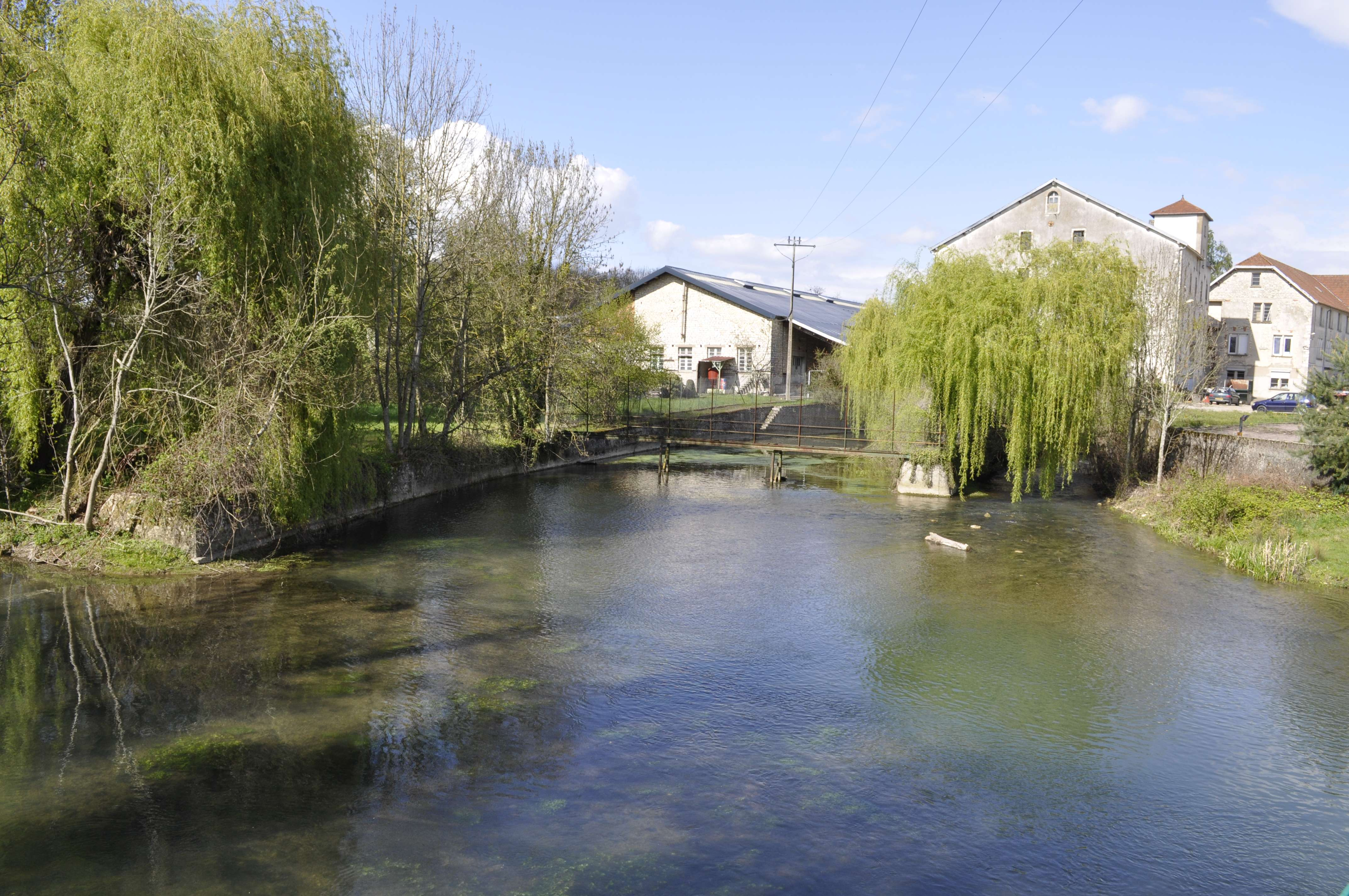
La Bèze.

Comme son nom le suggère, la commune est drainée par la Bèze, un affluent de la Saône en rive droite et donc un sous-affluent du fleuve le Rhône.

### Climat
Pour des articles plus généraux, voir Climat de la Bourgogne-Franche-Comté et Climat de la Côte-d'Or.
En 2010, le climat de la commune est de type climat des marges montargnardes, selon une étude du Centre national de la recherche scientifique s'appuyant sur une série de données couvrant la période 1971-2000. En 2020, Météo-France publie une typologie des climats de la France métropolitaine dans laquelle la commune est dans une zone de transition entre le climat océanique altéré et le climat océanique altéré et est dans la région climatique Bourgogne, vallée de la Saône, caractérisée par un bon ensoleillement (1 900 h/an), un été chaud (18,5 °C), un air sec au printemps et en été et des vents faibles.
Pour la période 1971-2000, la température annuelle moyenne est de 10,7 °C, avec une amplitude thermique annuelle de 17,9 °C. Le cumul annuel moyen de précipitations est de 858 mm, avec 12 jours de précipitations en janvier et 8,1 jours en juillet. Pour la période 1991-2020, la température moyenne annuelle observée sur la station météorologique de Météo-France la plus proche, « Poyans », sur la commune de Poyans à 13 km à vol d'oiseau, est de 11,1 °C et le cumul annuel moyen de précipitations est de 911,8 mm,. Pour l'avenir, les paramètres climatiques de la commune estimés pour 2050 selon différents scénarios d'émission de gaz à effet de serre sont consultables sur un site dédié publié par Météo-France en novembre 2022.

## Urbanisme

### Typologie
Au 1er janvier 2024, Bézouotte est catégorisée commune rurale à habitat dispersé, selon la nouvelle grille communale de densité à 7 niveaux définie par l'Insee en 2022.
Elle est située hors unité urbaine. Par ailleurs la commune fait partie de l'aire d'attraction de Dijon, dont elle est une commune de la couronne,. Cette aire, qui regroupe 333 communes, est catégorisée dans les aires de 200 000 à moins de 700 000 habitants,.

### Occupation des sols

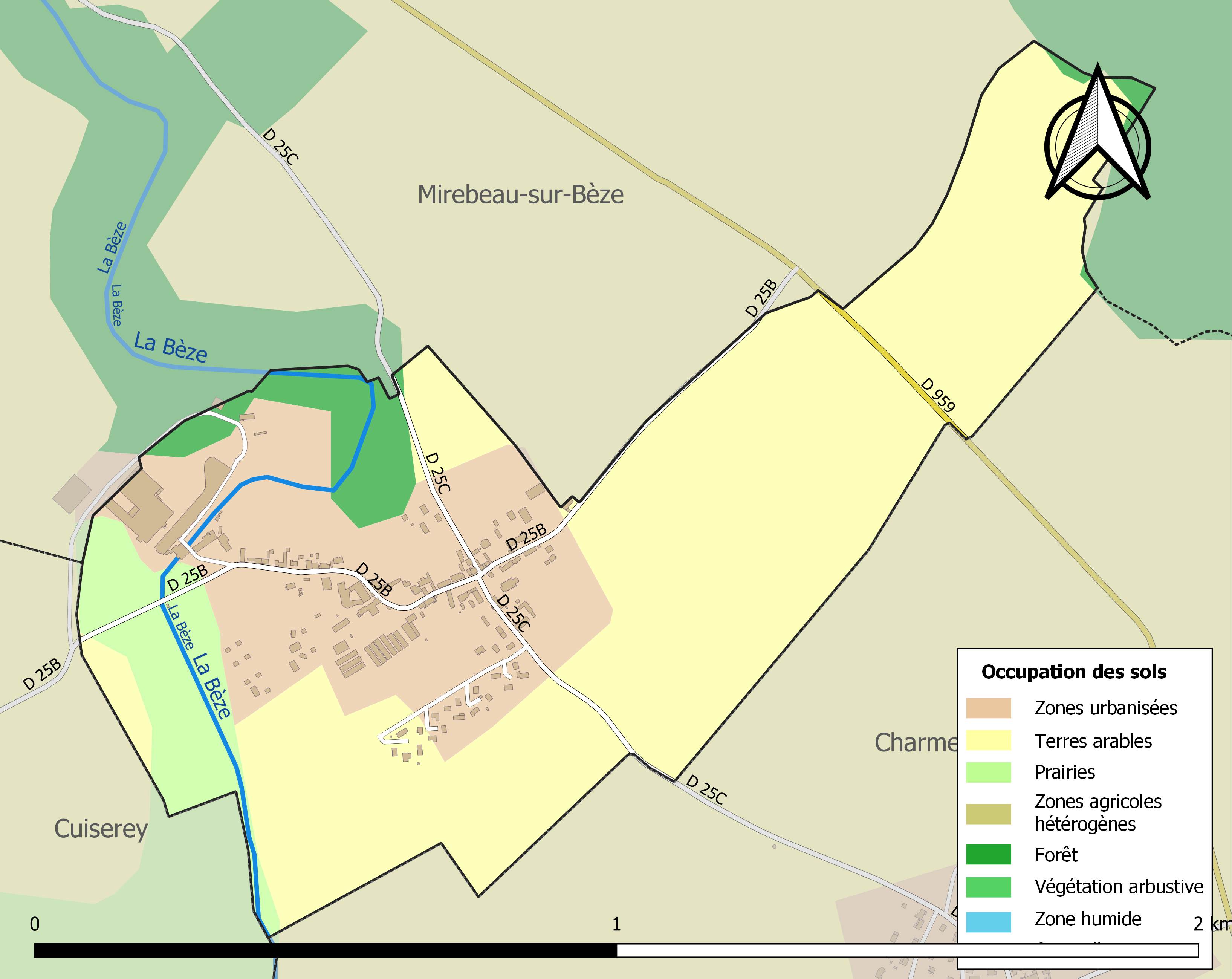
Carte des infrastructures et de l'occupation des sols de la commune en 2018 (CLC).

L'occupation des sols de la commune, telle qu'elle ressort de la base de données européenne d’occupation biophysique des sols Corine Land Cover (CLC), est marquée par l'importance des territoires agricoles (69,7 % en 2018), en diminution par rapport à 1990 (71,8 %). La répartition détaillée en 2018 est la suivante : terres arables (62,5 %), zones urbanisées (25,7 %), prairies (7,3 %), forêts (4,5 %). L'évolution de l’occupation des sols de la commune et de ses infrastructures peut être observée sur les différentes représentations cartographiques du territoire : la carte de Cassini (XVIIIe siècle), la carte d'état-major (1820-1866) et les cartes ou photos aériennes de l'IGN pour la période actuelle (1950 à aujourd'hui).

### Habitat et logement
En 2021, le nombre total de logements dans la commune était de 82, alors qu'il était de 85 en 2016 et de 70 en 2011.
Parmi ces logements, 94,6 % étaient des résidences principales et 5,4 % des logements vacants. Ces logements étaient pour 89,9 % d'entre eux des maisons individuelles et pour 10,1 % des appartements.
Le tableau ci-dessous présente la typologie des logements à Bézouotte en 2021 en comparaison avec celle de la Côte-d'Or et de la France entière. Une caractéristique marquante du parc de logements est ainsi l'absence de résidences secondaires et logements occasionnels, à comparer avec la proportion départementale (5,7 %) et nationale (9,7 %).
| Typologie                                               | Bézouotte | Côte-d'Or | France entière |
| ------------------------------------------------------- | --------- | --------- | -------------- |
| Résidences principales (en %)                           | 94,6      | 85,8      | 82,2           |
| Résidences secondaires et logements occasionnels (en %) | 0         | 5,7       | 9,7            |
| Logements vacants (en %)                                | 5,4       | 8,5       | 8,1            |

### Voies de communication et transports
La route principale desservant la commune est l'ancienne route nationale 459 (actuelle RD 959).

## Politique et administration

### Rattachements administratifs et électoraux

#### Rattachements administratifs
La commune se trouve dans l'arrondissement de Dijon du département de la Côte-d'Or.
Elle faisait partie depuis 1793 du canton de Mirebeau-sur-Bèze. Dans le cadre du redécoupage cantonal de 2014 en France, cette circonscription administrative territoriale a disparu, et le canton n'est plus qu'une circonscription électorale.

#### Rattachements électoraux
Pour les élections départementales, la commune fait partie depuis 2014 du canton de Saint-Apollinaire.
Pour l'élection des députés, elle fait partie de la deuxième circonscription de la Côte-d'Or.

### Intercommunalité
Bézouotte était membre de la communauté de communes du Mirebellois, un établissement public de coopération intercommunale (EPCI) à fiscalité propre créé en 2003 et auquel la commune avait transféré un certain nombre de ses compétences, dans les conditions déterminées par le code général des collectivités territoriales.
Dans le cadre des dispositions de la loi portant nouvelle organisation territoriale de la République du 7 août 2015, qui prévoit que les établissements publics de coopération intercommunale (EPCI) à fiscalité propre doivent avoir un minimum de 15 000 habitants, cette intercommunalité a fusionné avec sa voisine pour former, le 1er janvier 2017, la communauté de communes Mirebellois et Fontenois, dont est désormais membre la commune.

### Liste des maires
| Période                                  | Période                        | Identité           | Étiquette | Qualité                                                                                  |
| ---------------------------------------- | ------------------------------ | ------------------ | --------- | ---------------------------------------------------------------------------------------- |
| Les données manquantes sont à compléter. |                                |                    |           |                                                                                          |
|                                          |                                |                    |           |                                                                                          |
| mars 2001                                | 2014                           | Jean-Paul Dulery,  |           | Médecin                                                                                  |
| mars 2014                                | mai 2020                       | Pierre-Alain Barot | DVG       | Retraité de l’Éducation nationale Vice-président de la CC du Mirebellois                 |
| mai 2020,                                | En cours (au 30 novembre 2023) | Pascal Théron      | LREM      | Directeur commercial Suppléant du député Benoît Bordat Réélu en 2023 après sa démission, |

## Équipements et services publics

### Enseignement
Les enfants de la commune sont scolarisés à Mirebeau

## Population et société

### Démographie
L'évolution du nombre d'habitants est connue à travers les recensements de la population effectués dans la commune depuis 1793. Pour les communes de moins de 10 000 habitants, une enquête de recensement portant sur toute la population est réalisée tous les cinq ans, les populations de référence des années intermédiaires étant quant à elles estimées par interpolation ou extrapolation. Pour la commune, le premier recensement exhaustif entrant dans le cadre du nouveau dispositif a été réalisé en 2007.

En 2022, la commune comptait 202 habitants, en évolution de −1,46 % par rapport à 2016 (Côte-d'Or : +0,82 %, France hors Mayotte : +2,11 %).
| 1793 | 1800 | 1806 | 1821 | 1831 | 1836 | 1841 | 1846 | 1851 |
| ---- | ---- | ---- | ---- | ---- | ---- | ---- | ---- | ---- |
| 179  | 141  | 168  | 169  | 248  | 263  | 192  | 161  | 206  |

| 1856 | 1861 | 1866 | 1872 | 1876 | 1881 | 1886 | 1891 | 1896 |
| ---- | ---- | ---- | ---- | ---- | ---- | ---- | ---- | ---- |
| 223  | 185  | 132  | 135  | 176  | 224  | 225  | 178  | 222  |

| 1901 | 1906 | 1911 | 1921 | 1926 | 1931 | 1936 | 1946 | 1954 |
| ---- | ---- | ---- | ---- | ---- | ---- | ---- | ---- | ---- |
| 224  | 207  | 186  | 170  | 200  | 186  | 209  | 206  | 181  |

| 1962 | 1968 | 1975 | 1982 | 1990 | 1999 | 2006 | 2007 | 2012 |
| ---- | ---- | ---- | ---- | ---- | ---- | ---- | ---- | ---- |
| 205  | 194  | 145  | 222  | 216  | 214  | 203  | 202  | 206  |

| 2017 | 2022 | - | - | - | - | - | - | - |
| ---- | ---- | - | - | - | - | - | - | - |
| 202  | 202  | - | - | - | - | - | - | - |

## Culture locale et patrimoine

### Lieux et monuments
- Église Saint-Martin  Classé MH (1921, 1972, Portail et clocher classés, le reste de l'église inscrit)[24], romane, des XIIe, limite des XVe et XVIe siècles et de la première moitié du XVIIIe siècle, contenant un important mobilier cultuel.
- Manoir de Bézouotte, construit dans la première moitié du XVIIe siècle, appartenant en 1728 à Louis Bénigne de Bauffremont, marquis de Mirebeau, puis remanié aux XVIIIe et XIXe siècles[25].
- Maisons et fermes anciennes des XVIIe au  XIXe siècle[26].
- Croix de cimetière,  vraisemblablement érigée à la fin du XVIe ou au début du  XVIIe siècle[27].
- Monument aux morts, situé dans l'enclos du cimetière, de structure identique à celle d'une croix monumentale[28].
- Lavoir sur la Bèze du début du XXe siècle[29].
- Ancien orphelinat Saint-Joseph, actuellement ESAT, construit en 1890[30].

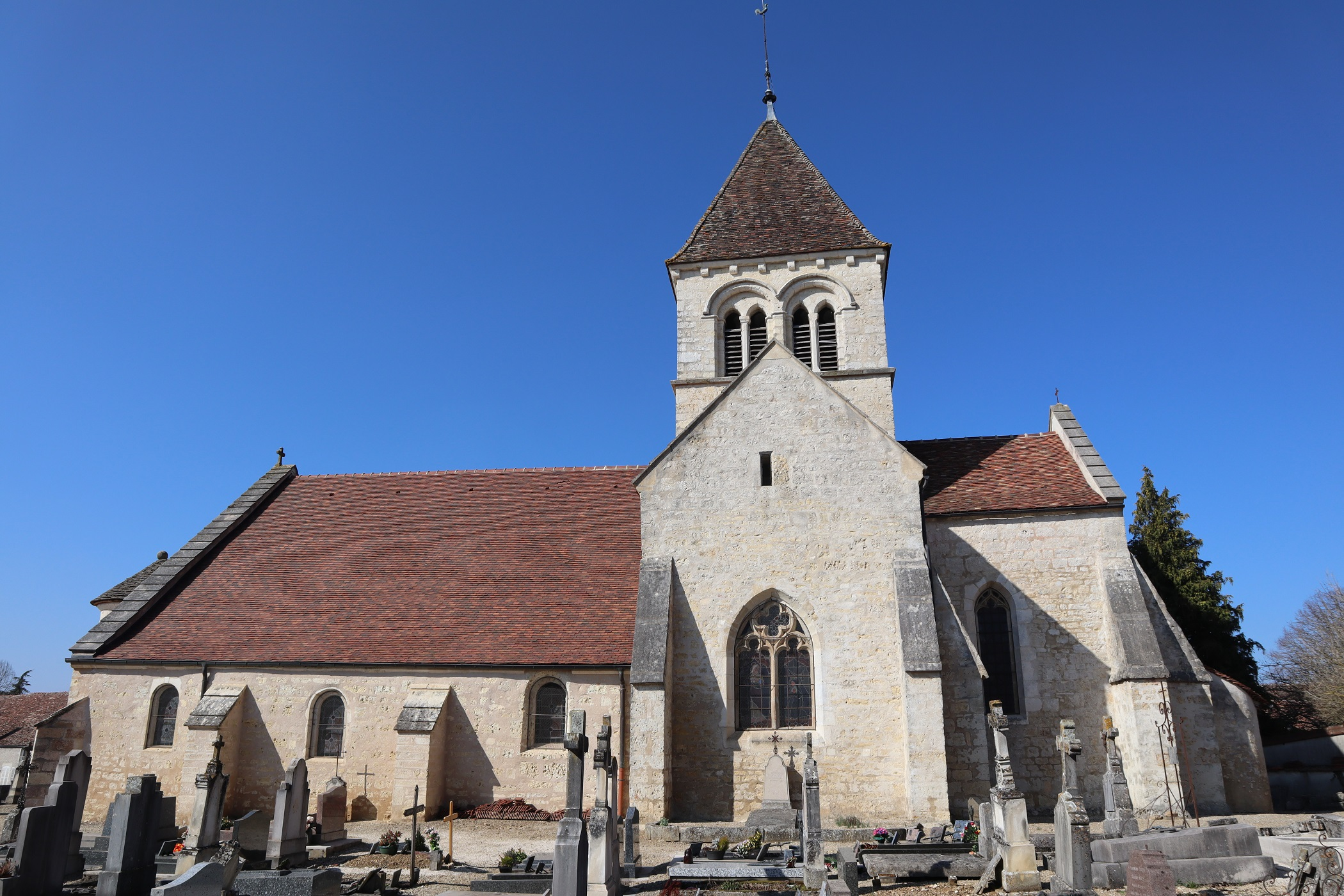
L'église ...
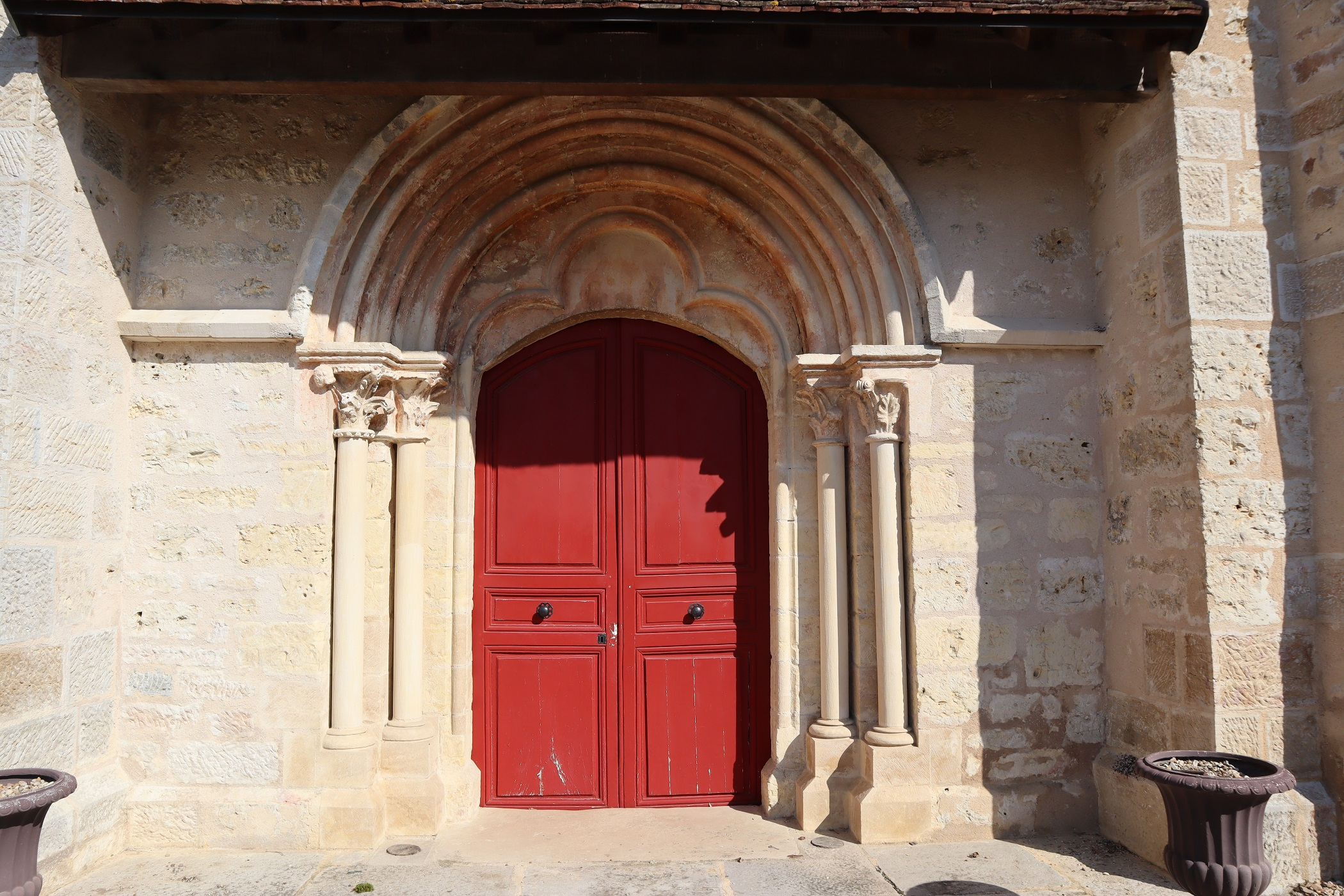
... son porche...
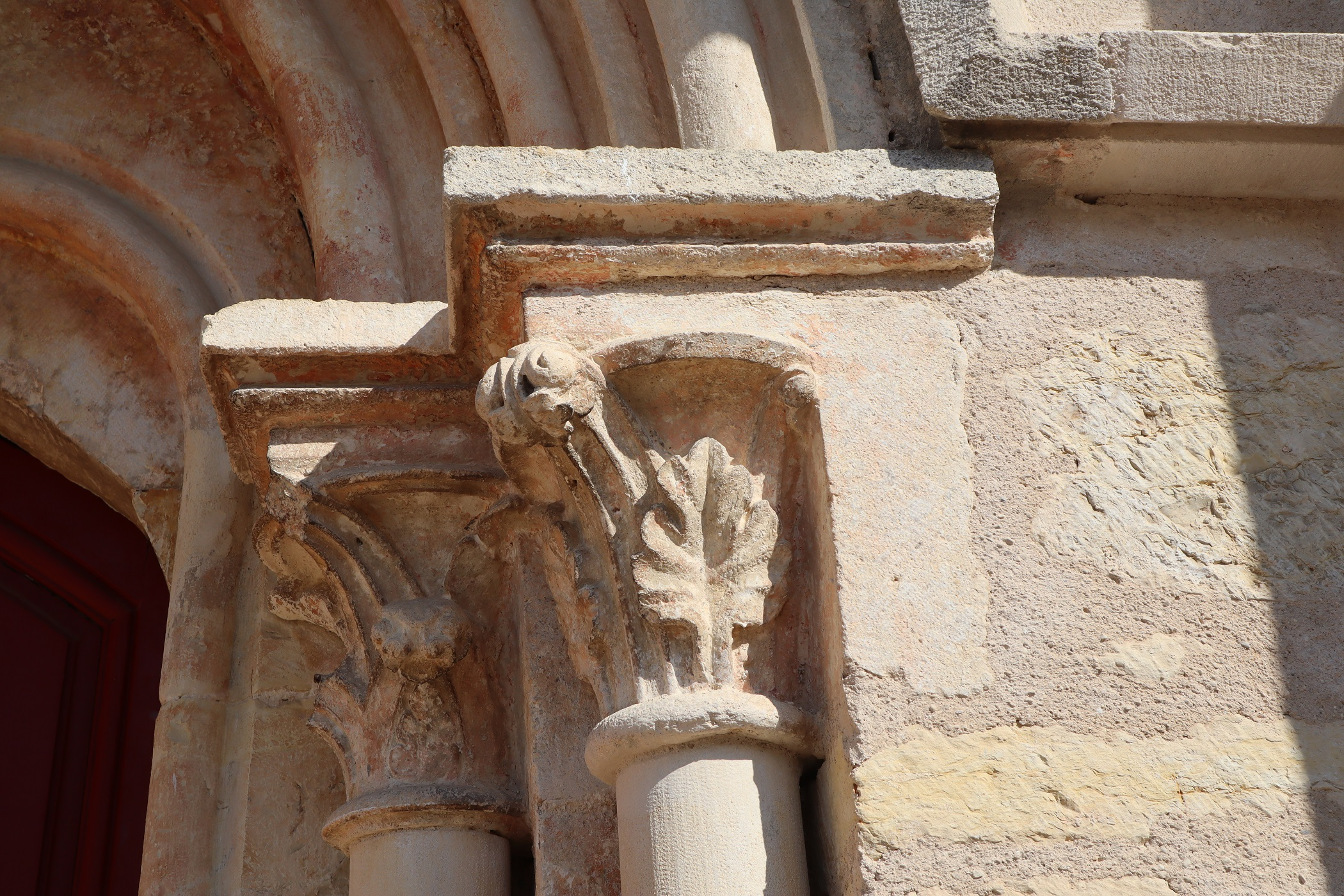
... chapiteau du porche
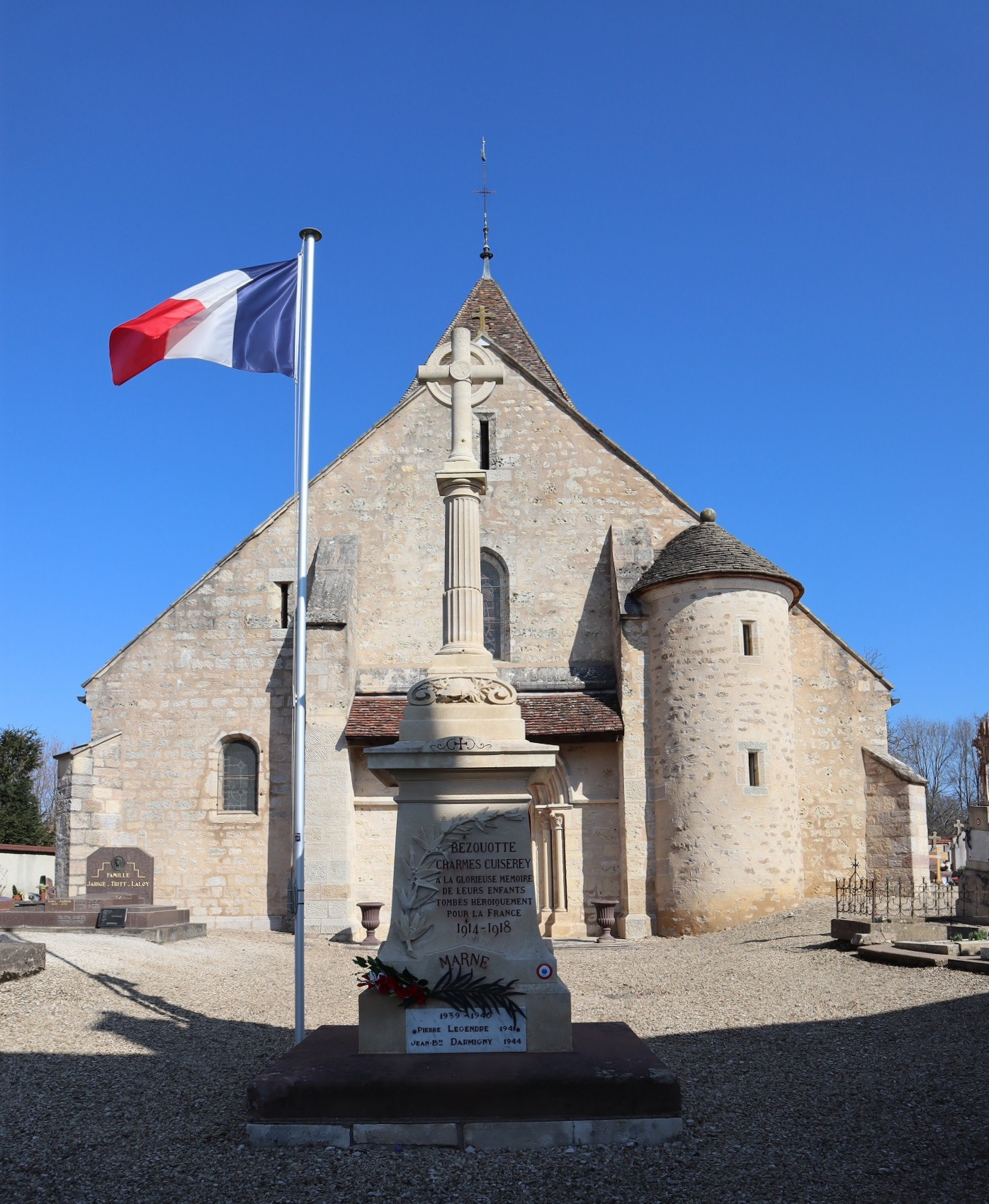
Le monument aux morts, devant l'église.
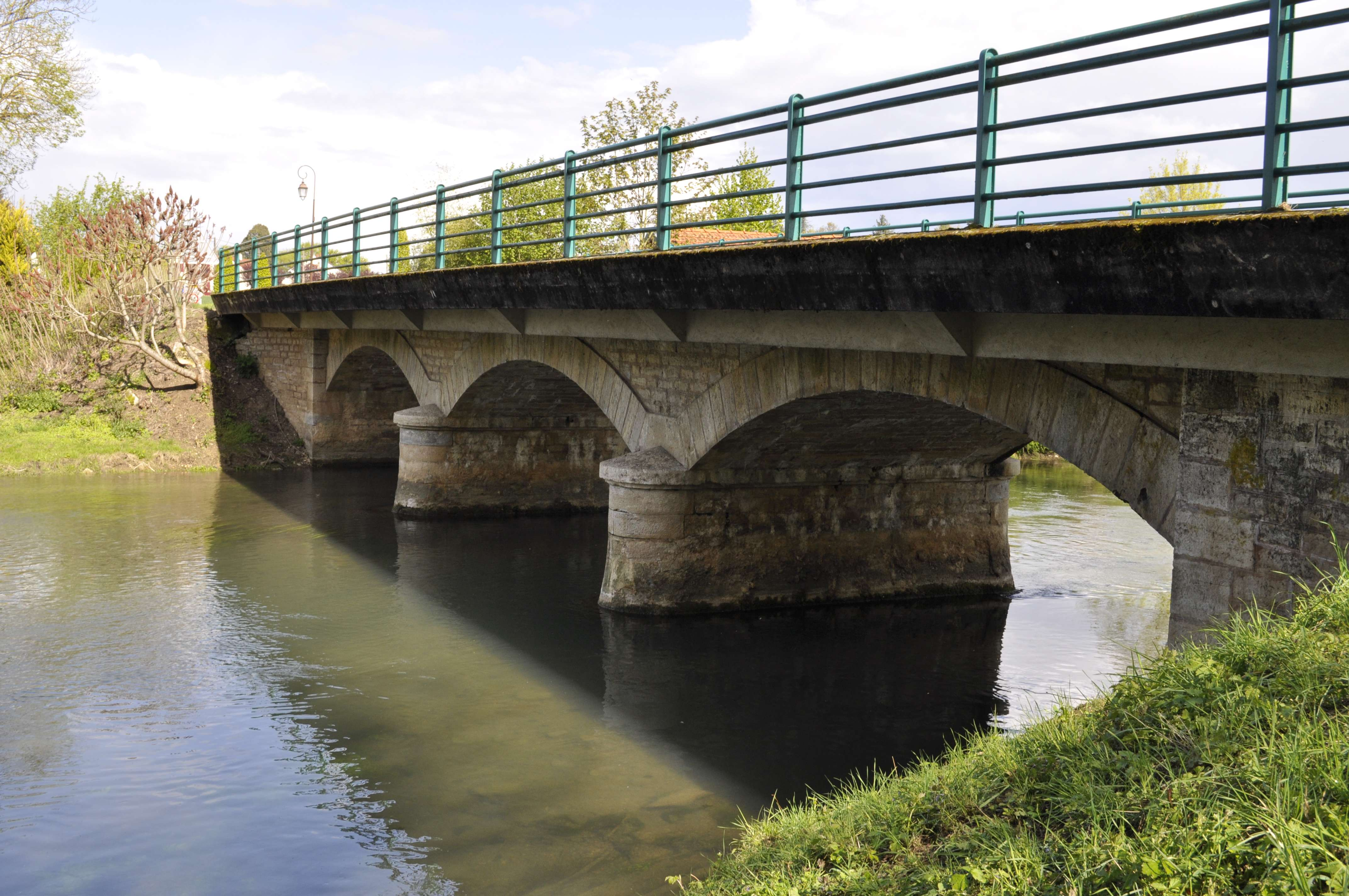
Pont sur la Bèze.

## Pour approfondir